# Skały (Makoszyn)
Skały – część wsi Makoszyn w Polsce, położona w województwie świętokrzyskim, w powiecie kieleckim, w gminie Bieliny.
W latach 1975–1998 Podlesie administracyjnie należało do województwa kieleckiego.